# Hol (gemeente)
Hol (men spreekt dit uit als "Hoel") is een gemeente en skigebied in het traditionele district Hallingdal in de provincie Buskerud. De gemeente Hol heeft een enorme oppervlakte, doch relatief weinig inwoners.  Het gemeentehuis van Hol Kommune (Hoel Kommóene) staat in het centrum van het dorpje Hol. Geilo (Yáiloo) is de grootste deelgemeente. De meeste namen van deelgemeenten zijn te categoriseren als gehucht. Hol grenst in het noorden aan de gemeenten Lærdal, in het noordoosten aan Ål, in het zuiden aan Nore og Uvdal en in het westen aan Eidfjord, Ulvik en Aurland. Er zijn twee nationale parken in de gemeente Hol: Hallingskarvet en Hardangervidda.

## Deelgemeenten en gehuchten
- Hol (plaats)
- Hagafoss
- Kvisla
- Geilo
- Ustaoset
- Haugastøl
- Dagali
- Hovet
- Sudndalen
- Myrland
- Strønde

## Historische gebouwen
- Hagafoss: het Hol Bygdemuseum, is een onderdeel van het Hallingdal Museum en is deels een openluchtmuseum. Op het terrein staan diverse traditioneel gebouwde huizen waar honderden jaren geleden werkelijk in gewoond is in diverse deelgemeenten of gehuchten.[4]
- Hol (plaats): oud kerkje, ofwel Gamle Kyrkje, dateert uit de middeleeuwen.[5]
- Hovet: kerkje, gebouwd op een historische plek, in 1910.[6]
- Sudndalen: Gudbrandsgård en Veslegard in Sudndalen: in totaal elf oude woningen, allemaal typische oude bergboerderijen. De woningen en schuren zijn gebouwd tussen 1760 en 1860.
- Sudndalen: Boerderij "Dokken i Sudndalen". De boerderij is nog steeds compleet met alle originele huizen die er sinds 1700 zijn gebouwd.[7]
- Stasjonsvegen: het oude station van Hol Kommune: Hol Stasjon, gebouwd in 1911[8], twee jaar nadat de Spoorlijn Oslo - Bergen werd geopend. Het werd door de architect Harald Kaas getekend, op basis van technische tekeningen ontwikkeld door architect Paul Due.
- Geilo: kerkje is gebouwd in 1891.[9]
- Dagali: museum.[10]

## Galerij

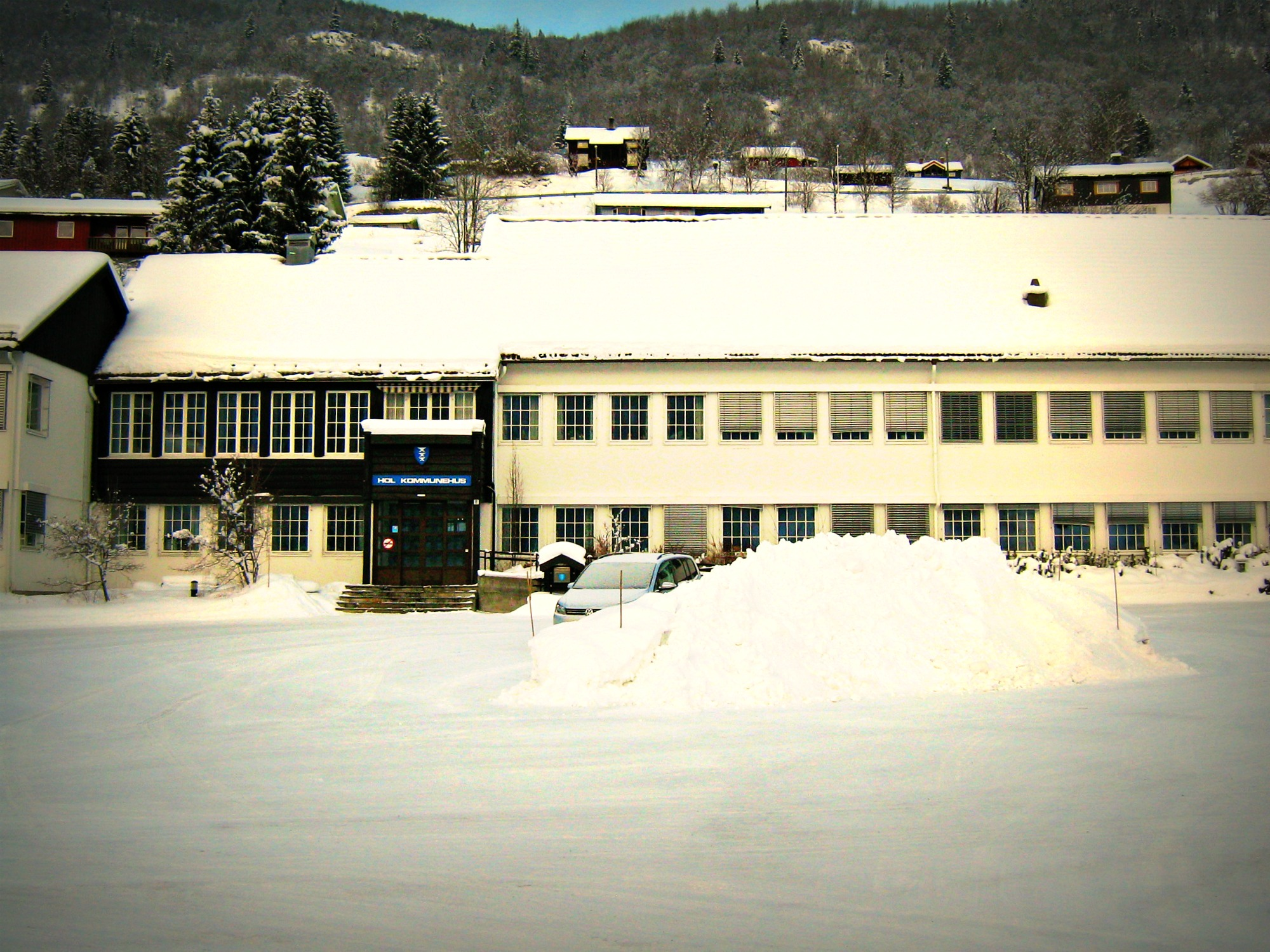
Gemeentehuis van Hol Kommune, in Hol.
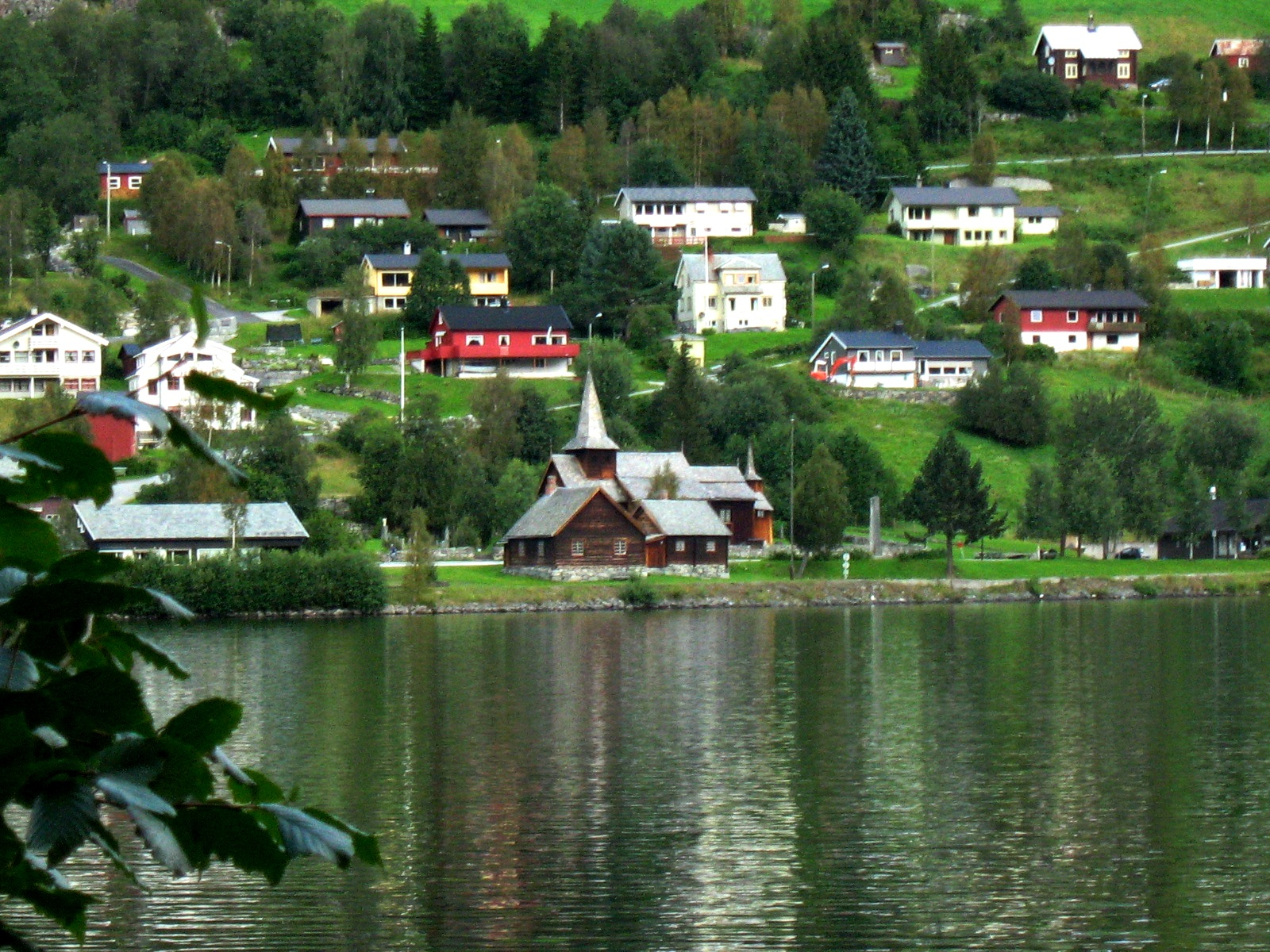
Het plaatsje Hol, aan de overkant van Holsfjorden.
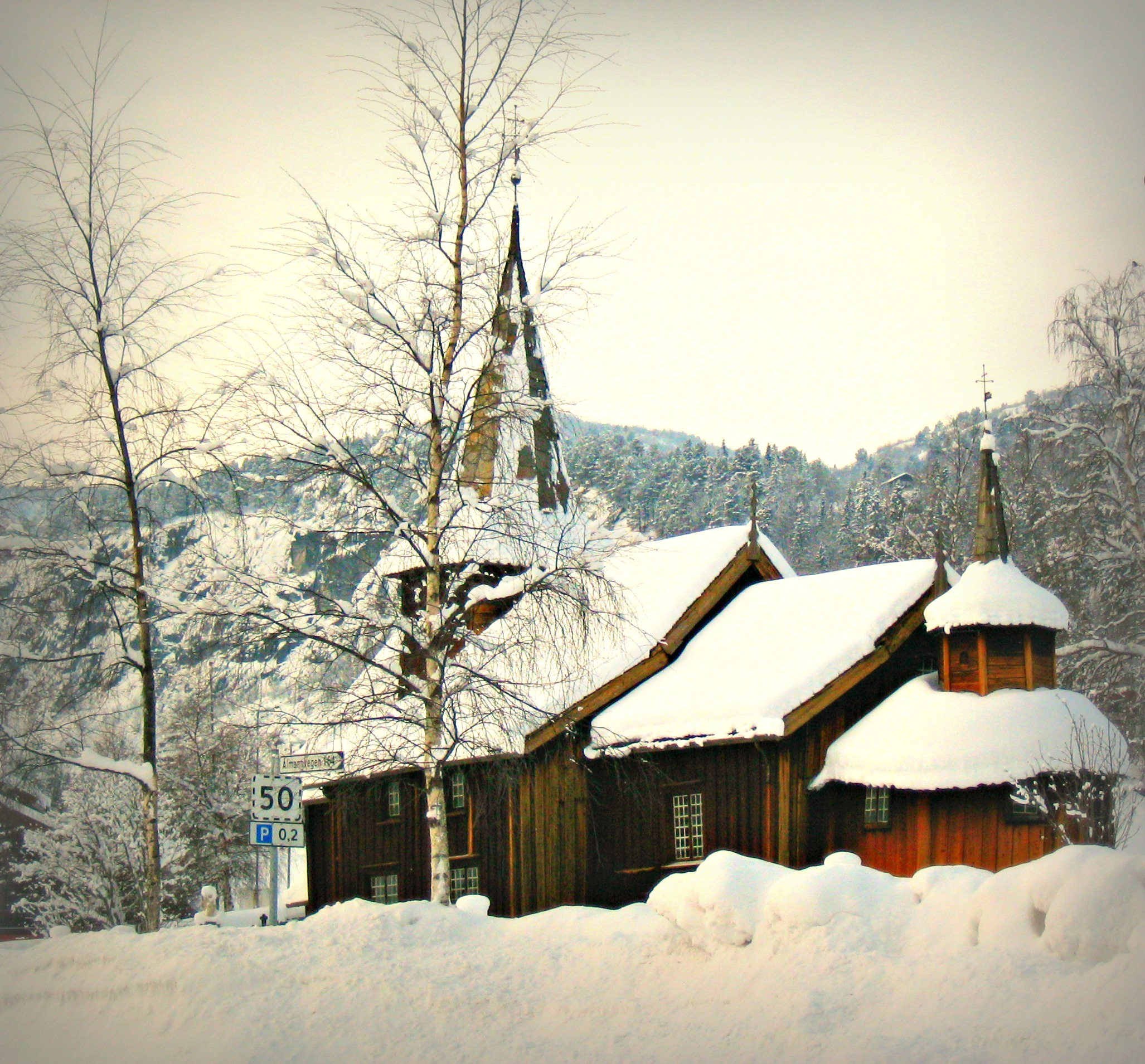
Het oude kerkje van Hol in de winter.
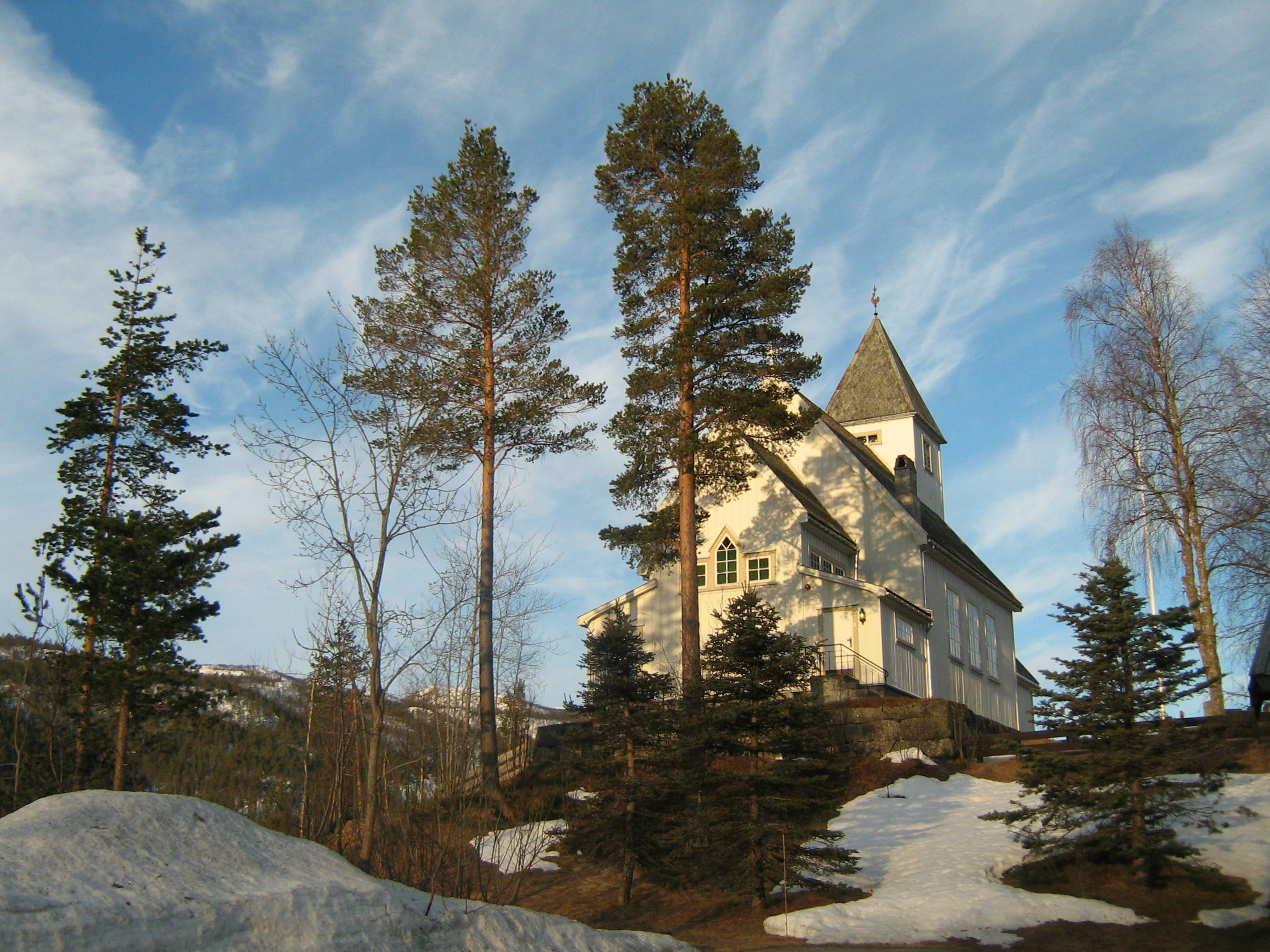
Kerkje in Hovet
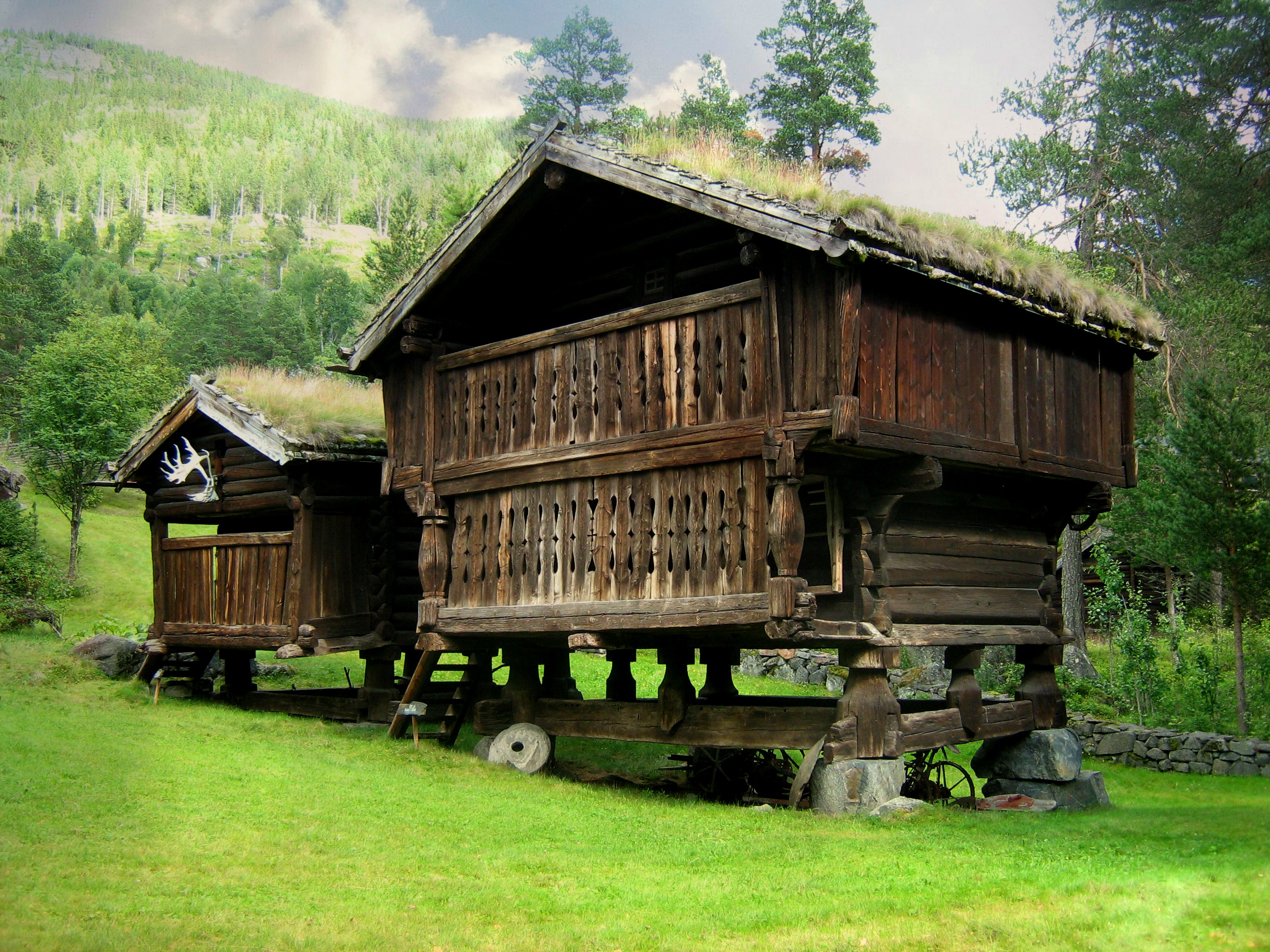
Bygde Museum in Hagafoss
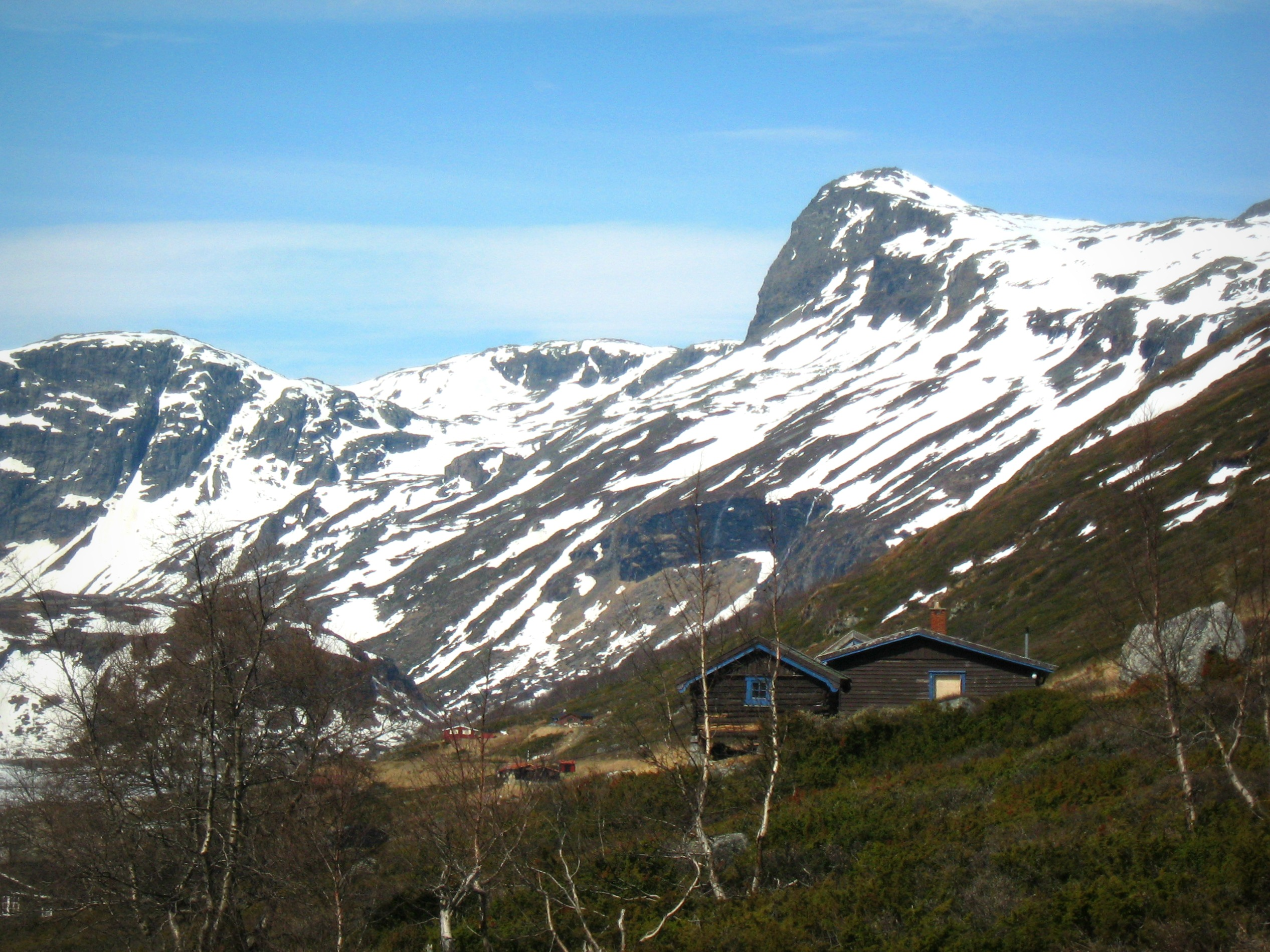
Strandavatnet (Strønde)
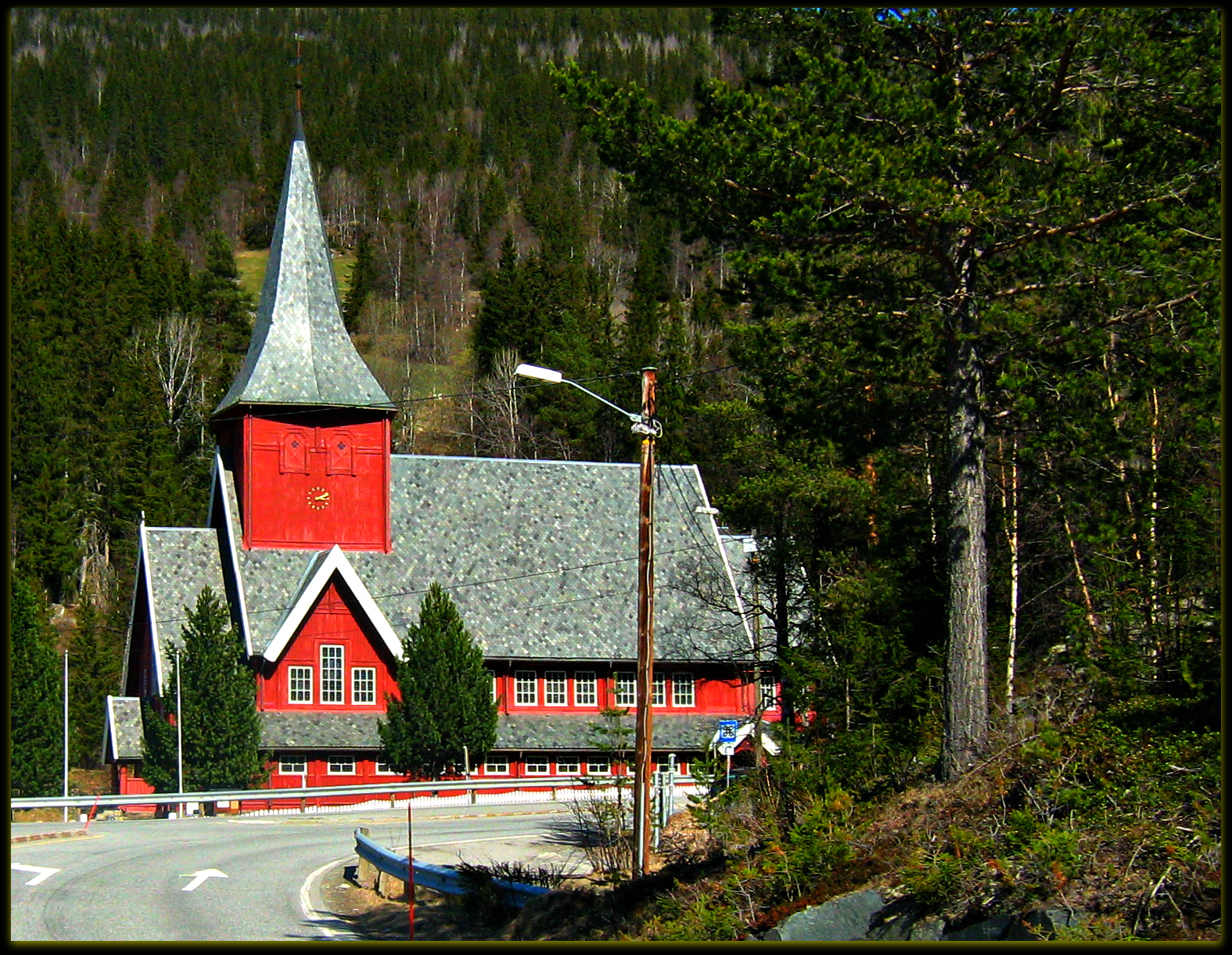
Kerk van Hagafoss
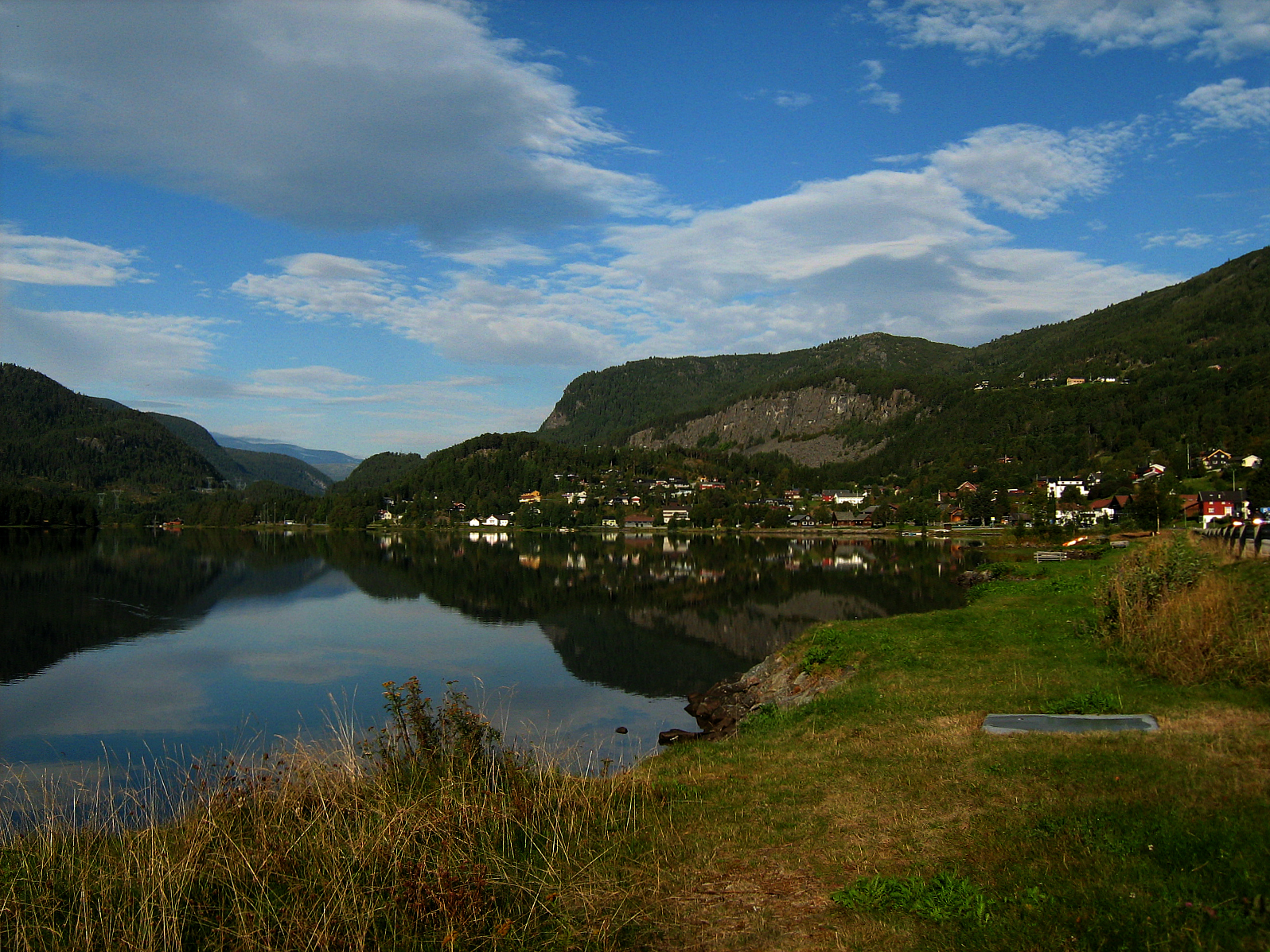
Uitzicht op Hol (plaats)
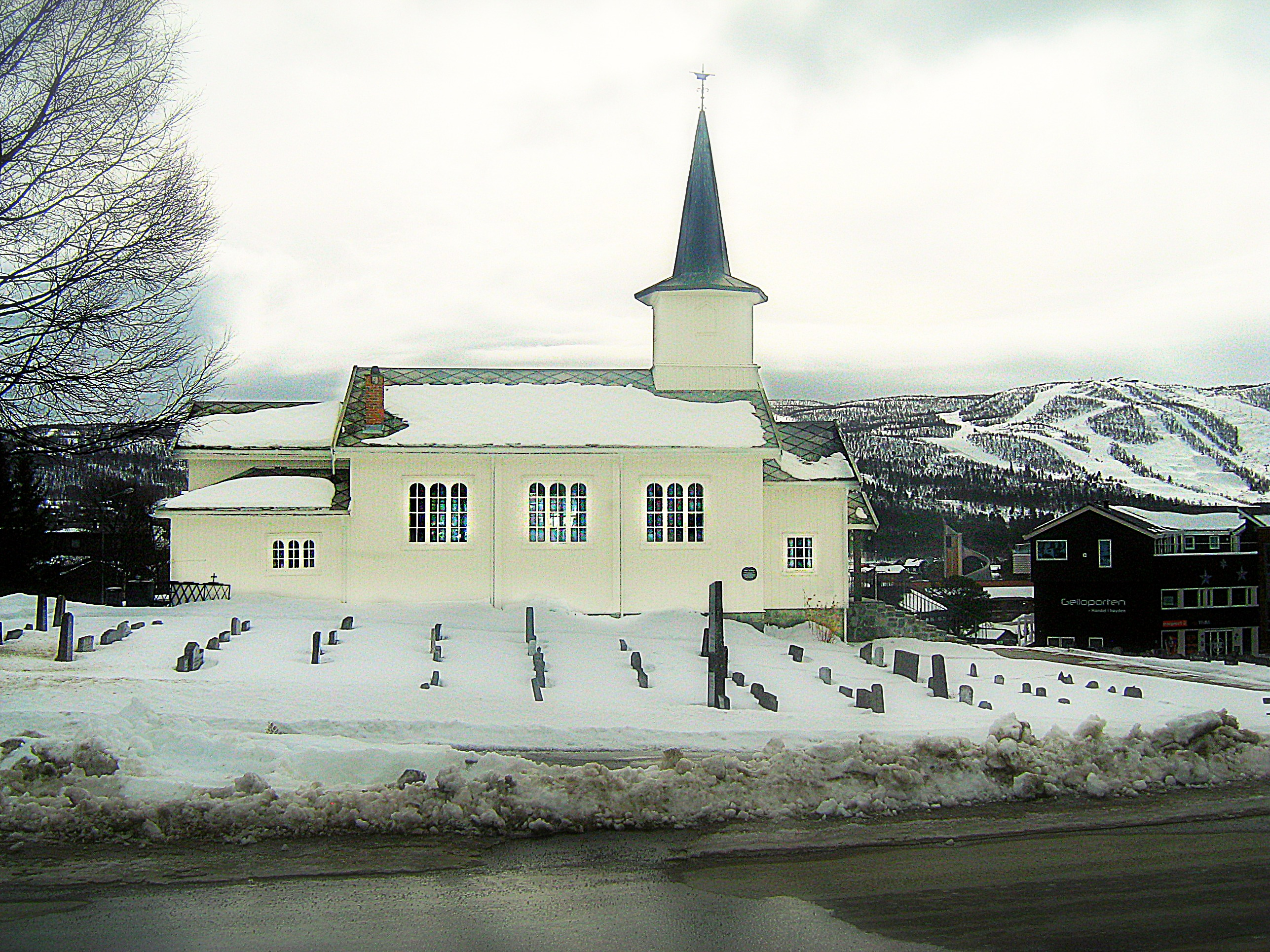
Oude houten kerk van Geilo
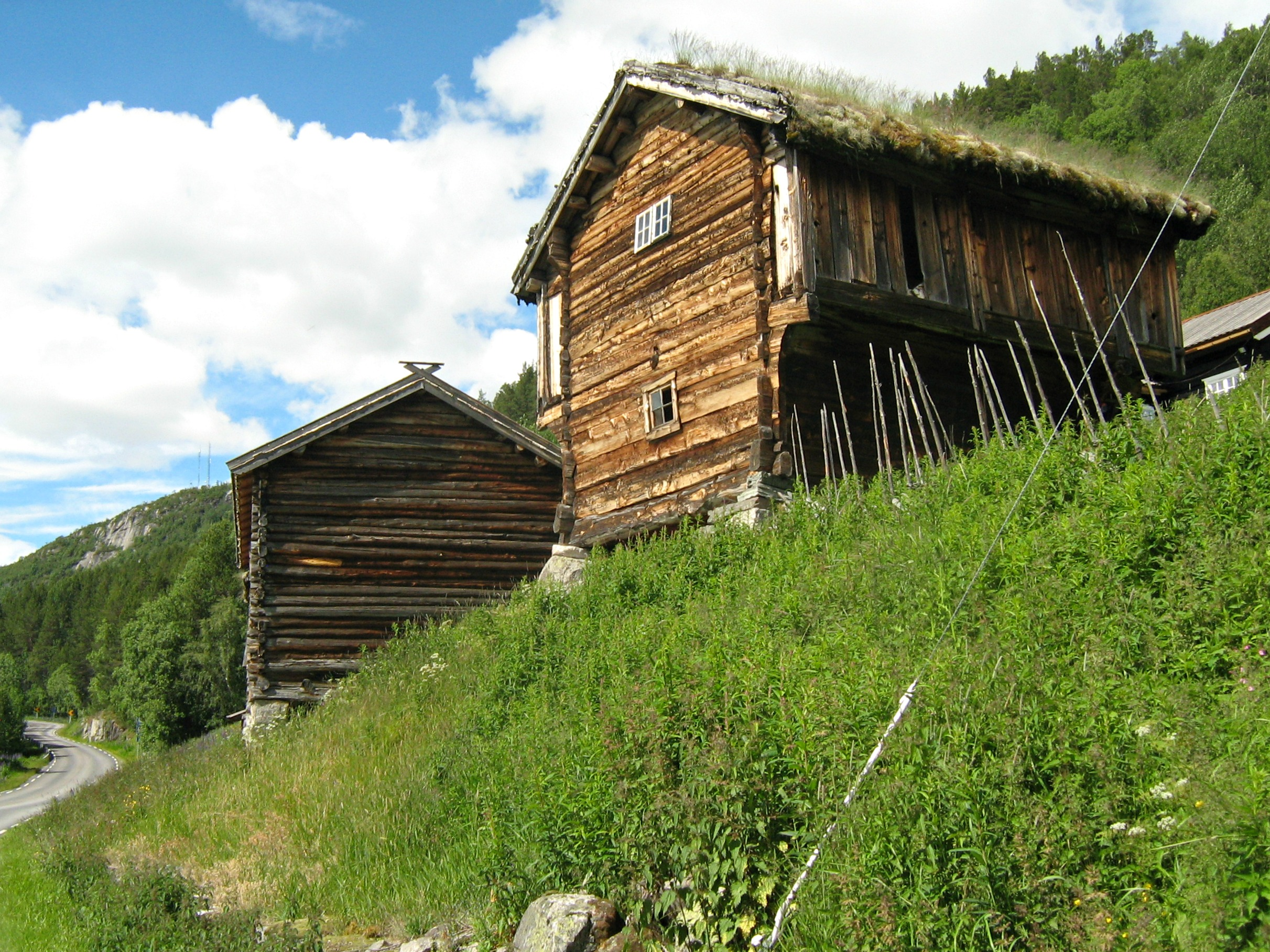
Gudbrandsgård en Veslegard in Sudndalen
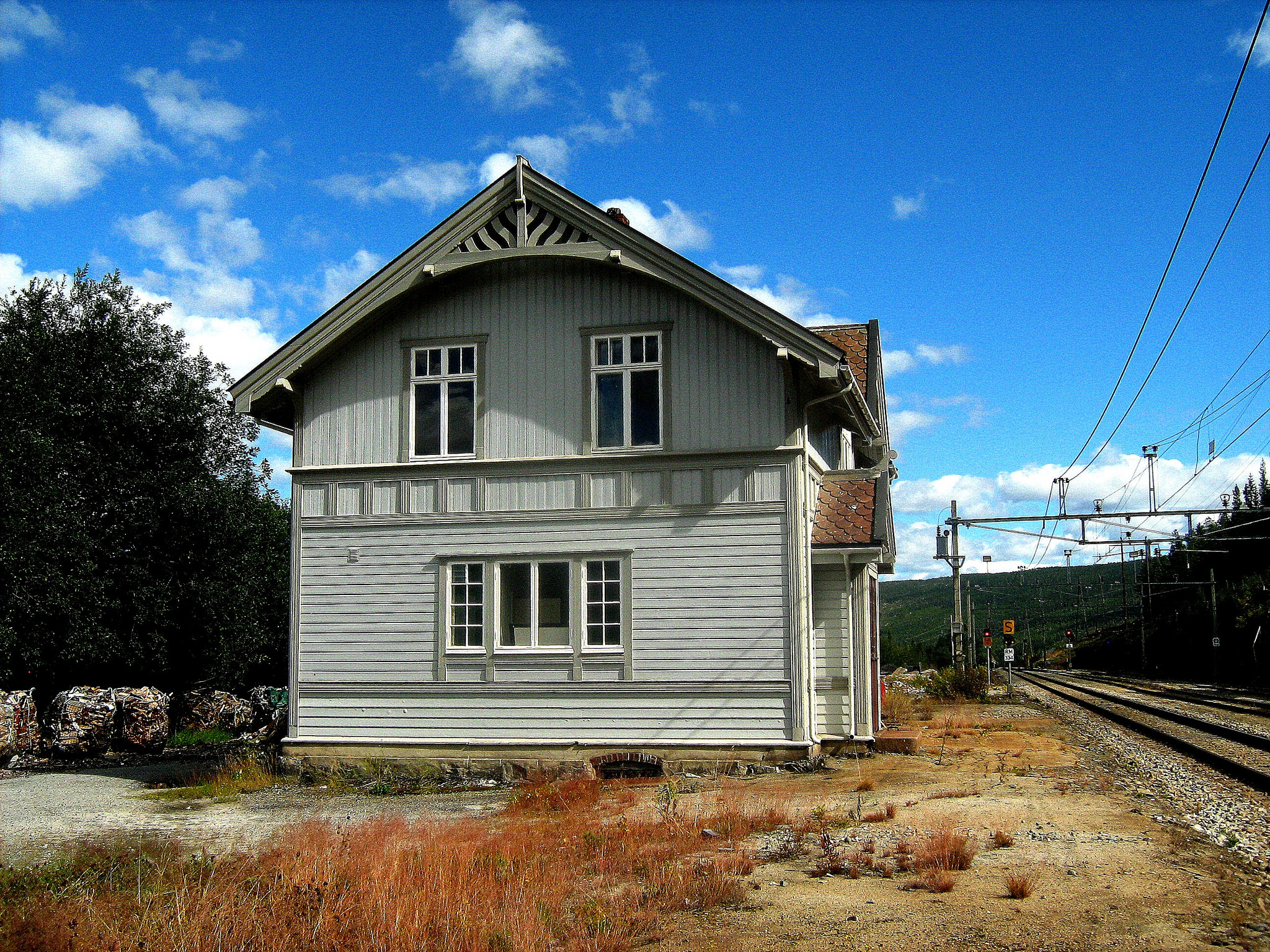
Het oude station van Hol

Ål · Drammen · Flå · Flesberg · Gol · Hemsedal · Hol · Hole · Kongsberg · Krødsherad · Lier · Modum · Nesbyen · Nore og Uvdal · Øvre Eiker · Ringerike · Rollag · Sigdal

Voormalige gemeente: Hurum · Nedre Eiker · Røyken